# Kurnool (district)
Kurnool is een district in de Indiase staat Andhra Pradesh. De hoofdstad is het gelijknamige Kurnool en het district heeft 2.271.686 inwoners (2001).

## Geografie
Het district ligt in het centrale westen van Andhra Pradesh, ten zuiden van de rivieren de Tungabhadra en de Krishna. Het wordt gekenmerkt door de lage heuvels en bossen van Erramala, die van oost naar west loopt en het stroomgebied van de rivieren de Krishna en de Penneru van elkaar scheidt. In het oosten, op de grens met het district Prakasam, liggen de hogere heuvels van Nallamalla, wat een onderdeel is van de Oost-Ghats.
Naast de hoofdstad Kurnool zijn andere belangrijke steden Adoni en Yemmiganur.

## Bestuurlijke indeling
Kurnool is onderverdeeld in de volgende 26 mandals:
| - Adoni - Alur - Aspari - C. Belagal - Chippagiri - Devanakonda - Gonegandla - Gudur - Halaharvi | - Holagunda - Kallur - Kodumur - Kosigi - Kowthalam - Krishnagiri - Kurnool (rural) - Kurnool (urban) - Maddikera | - Mantralayam - Nandavaram - Orvakal - Pattikonda - Pedda Kadubur - Tuggali - Veldurthi - Yemmiganur |